# 柯西镇区
柯西镇区是缅甸掸邦孟休县下辖的一个镇区，治所位于柯西。